# Trichogramma psocopterae
Trichogramma psocopterae är en stekelart som beskrevs av Chan och Chou 1996. Trichogramma psocopterae ingår i släktet Trichogramma och familjen hårstrimsteklar.
Artens utbredningsområde är Taiwan. Inga underarter finns listade i Catalogue of Life.